# Voisepolder
De Voisepolder is een polder ten zuidoosten van Breskens, behorende tot de Baarzandepolders.
De Voisepolder is tegelijkertijd met de Klein-Baarzandepolder ingedijkt, en wel in 1639. Ze vormt het noordelijke deel ervan en is daarvan afgescheiden. Men vermoedt dat de polder een overblijfsel is van de Kwadentijdpolder, die hier gelegen heeft vóór de inundatie van 1583. De polder heeft een oppervlakte van 13 ha en wordt aan de noordzijde begrensd door de Hoofdplaatseweg en de Middendijk.